# Iavorivka, Kaluș
Iavorivka (în ucraineană Яворівка) este un sat în comuna Ripeanka din raionul Kaluș, regiunea Ivano-Frankivsk, Ucraina.

## Demografie
Componența lingvistică a localității Iavorivka
     Ucraineană (99,44%)
     Alte limbi (0,56%)
Conform recensământului din 2001, majoritatea populației localității Iavorivka era vorbitoare de ucraineană (99,44%), existând în minoritate și vorbitori de alte limbi.